# Thom Colwell
Thom Colwell (* 22. Juni 1959 in Michigan, Vereinigte Staaten) ist ein US-amerikanischer Filmproduzent, der 1996 für einen Oscar nominiert war.

## Berufliches
Colwell, über den außerhalb seiner Tätigkeit beim Film so gut wie nichts bekannt ist, war 1993 als Set-Koordinator für den fürs Fernsehen gedrehten Kurzfilm The Witness tätig. Der Film spielt in einem Konzentrationslager der Nazis und zeigt die Beobachtungen eines kleinen jüdischen Jungen, der mit ansehen muss, wie jüdische Gefangene von Wachen in Gaskammern begleitet werden. Im selben Jahr wirkte er auch als einer der Produzenten an dem oscarnominierten Kurzfilm Partners mit, in dem ein junger Anwalt damit konfrontiert wird, dass es sich bei der Frau eines sehr wichtigen Klienten um seine Freundin aus Collegezeiten handelt. Zwei Jahre später wurde der von Colwell produzierte dramatische Thriller Indiskrete Leidenschaft veröffentlicht. Darin geht es um einen jungen Werbefilmer, der sich in die Frau eines mächtigen Bauunternehmers verliebt, was weitreichende Konsequenzen für ihn hat. In dem von Colwell ebenfalls produzierten Filmdrama Der Tod hinter der Maske (1995) von Jonathan Sanger spielen Raúl Juliá, Laura Dern und Vanessa Redgrave die Hauptrollen. Dern spielt eine Reporterin, die traumatisiert durch schlimme Erlebnisse in Mittelamerika zurück in die USA kommt, wo sie bemüht ist, ihr Leben wieder in den Griff zu bekommen.
Für den Kurzfilm Duke of Groove wurde Colwell 1996 gemeinsam mit Griffin Dunne für einen Oscar nominiert, der jedoch an Christine Lahti und Jana Sue Memel und die etwas andere Liebesgeschichte Lieberman in Love ging. Colwell produzierte diesen Film gemeinschaftlich mit Hillary Anne Ripps ebenfalls. In Duke of Groove geht es um den von Tobey Maguire gespielten Teenager Rich Cooper, der nach einem besonders schönen Abend eine sehr negative Nachricht verkraften muss. Auch für den im selben Jahr oscarnominierten Kurzfilm Little Surprises von Jeff Goldblum war Colwell tätig.
Für das Filmdrama Titanic (1997) mit Leonardo DiCaprio und Kate Winslet holte Regisseur James Cameron Colwell als Leiter der Abteilung Kunst an Bord. Für das satirische Sozialdrama Der zuckersüße Tod von 1999 arbeitete Colwell als Produktionsmanager. Die Überraschung, die sich drei Freundinnen für ihre Freundin Elizabeth zu deren Geburtstag ausgedacht haben, geht böse aus und zieht weitere schlimme Vorfälle nach sich.

## Filmografie (Auswahl)
– Produzent (wenn nicht anders angegeben) –
- 1993: The Witness (Fernseh-Kurzfilm; Set-Koordinator)
- 1993: Evening Class (Fernsehfilm)
- 1993: Lush Life (Fernsehfilm)
- 1993: Partners (Kurzfilm)
- 1993: Cool! – Endlich sind die Eltern weg (The Day My Parents Ran Away; Fernsehfilm)
- 1994: On Hope (Kurzfilm; Produktionsleiter)
- 1994: Two Over Easy (Kurzfilm; Produktionsleiter)
- 1994: Night Driving (Fernsehfilm)
- 1994: Override (Fernsehfilm)
- 1995: Grandpa’s Funeral (Fernsehfilm; Produktionsleiter)
- 1995: Indiskrete Leidenschaft (Dangerous Indiscretion)
- 1995: The Android Affair (Fernsehfilm)
- 1995: 18 Minutes in Albuquerque (Fernsehfilm)
- 1995: Der Tod hinter der Maske (Down Came a Blackbird; Fernsehfilm)
- 1995: Tuesday Morning Ride (Kurzfilm)
- 1995: Take Out the Beast (Fernsehfilm)
- 1995: Present Tense, Past Perfect (Fernsehfilm)
- 1995: Lieberman in Love (Kurzfilm)
- 1996: Duke of Groove (Kurzfilm; Mitproduzent)
- 1996: Little Surprises (Kurzfilm; Produktionsleiter)
- 1996: Im Auge des Sturms (The Right to Remain Silent; Fernsehfilm; auch Produktionsmanager)
- 1997: Titanic (Leiter Abteilung Kunst)
- 1997: Desert’s Edge (Fernsehfilm)
- 1998: The Advanced Guard (Fernsehfilm)
- 1999: Zenon, die kleine Heldin des 21sten Jahrhunderts (Zenon: Girl of the 21st Century; Fernsehfilm)
- 1999: Der zuckersüße Tod (Jawbreaker; auch Produktionsmanager)
- 1999: Das dreizehnte Jahr (The Thirteenth Year; Fernsehfilm)
- 2000: Alien Attack – The Final Invasion (Fernsehfilm; auch Produktionsleiter)

## Auszeichnungen
CableACE Awards 1994
- Nominierung für den CableACE gemeinsam mit Robert N. Fried, Jana Sue Memel, Jonathan Sanger, Russell Smith, Bob Degus, Tom Koranda, Michele McGuire, Michael Haney, Craig Belknap, Chris Gerolmo, Tim Reilly und William Wise für die dramatischen Serien Evening Class, Traveler’s Rest und The Witness in der Kategorie „The Showtime 30-Minute-Movie“

Academy Awards, USA 1996
- Oscarnominierung gemeinsam mit Griffin Dunne für und mit dem Film Duke of Groove in der Kategorie „Bester Kurzfilm“